# 塔帕若斯河

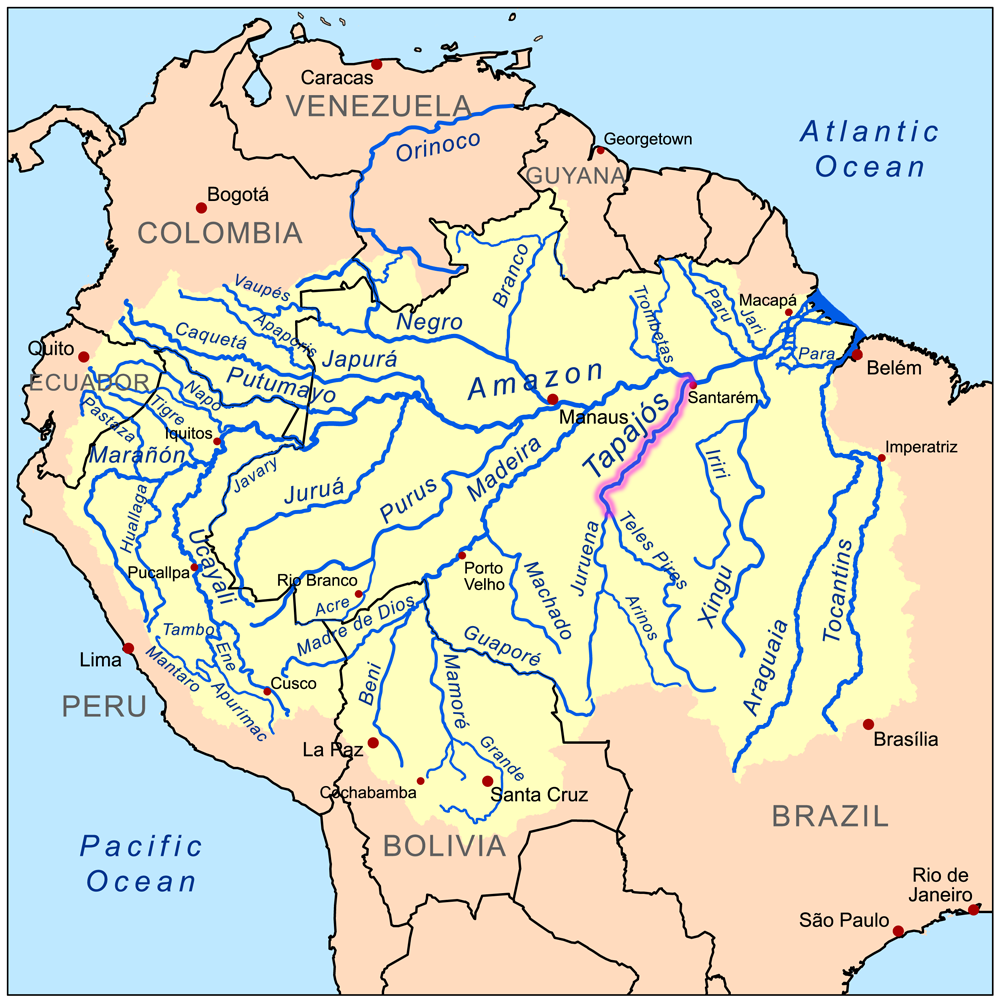
亞馬遜河流域地圖，紫色為塔帕若斯河

塔帕若斯河（葡萄牙語：Rio Tapajós）是南美洲巴西的河流，河道全長約1,200英哩，發源自南緯14度25分的巴西高原，最後注入亞馬遜河。
塔帕若斯河的最長支流是特利斯皮里斯河。
2°24′34″S 54°42′56″W / 2.409415°S 54.715691°W